# Maremmia
La maremmia (gen. Maremmia) è un mammifero artiodattilo estinto, appartenente ai bovidi. Visse nel Miocene superiore (Turoliano, circa 10 milioni di anni fa) e i suoi resti fossili sono stati ritrovati in Italia. 

## Descrizione
Questo animale era simile a una piccola antilope, dalle corna spiralate e dall'aspetto generale simile a quello di un attuale kongoni (Alcelaphus buselaphus); le dimensioni, in ogni caso, erano molto minori. Maremmia era dotato di una dentatura notevolmente ipsodonte (con molari a corona alta); i primi due premolari inferiori erano scomparsi, il quarto premolare inferiore era molarizzato e i terzi molari inferiori e superiori erano ingranditi. Un'altra caratteristica insolita era la presenza di incisivi a crescita continua; questo carattere si ritrova anche in altri artiodattili non strettamente imparentati, come il goral di Maiorca Myotragus e l'attuale vigogna. 

## Classificazione
Maremmia è nota principalmente per due specie, Maremmia haupti e Maremmia lorenzi, piuttosto comuni nelle ligniti di Montebamboli e Baccinello in Toscana. Altri resti abbondanti attribuibili alla specie M. lorenzi o a una molto simile sono stati ritrovati a Fiume Santo in Sardegna, a conferma dell'ipotesi di una provincia tusco-sarda nel Miocene, ipotesi corroborata da altri ritrovamenti di mammiferi in entrambi i luoghi. 

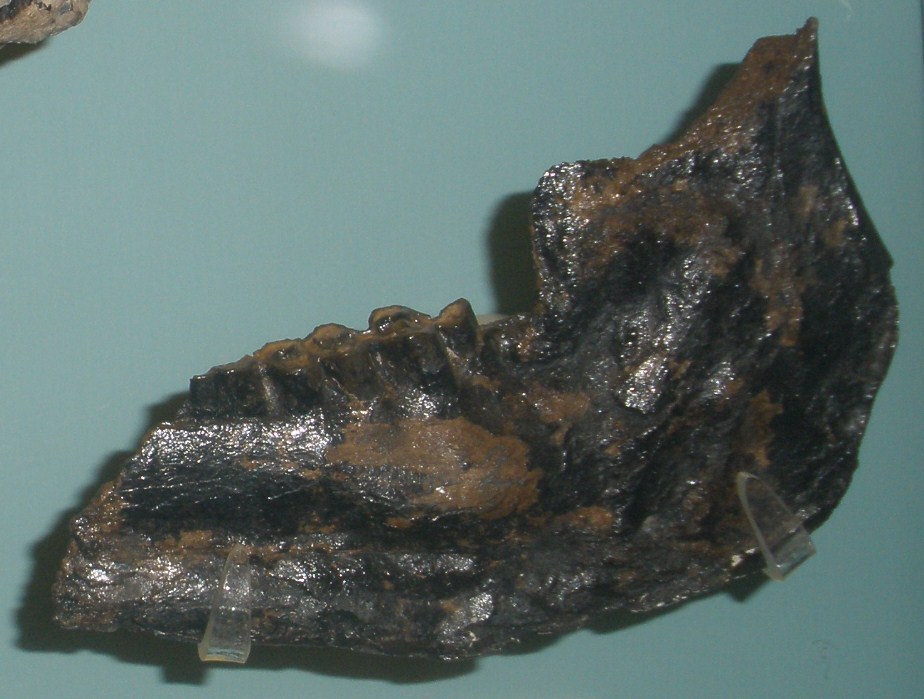
Mandibola di Maremmia haupti

Maremmia è stato avvicinato da Hurzeler agli alcelafini (1983), ma dal momento che questi animali sono riscontrati per la prima volta nel Miocene terminale/Pliocene basale, l'attribuzione di Maremmia a questo gruppo porrebbe un problema cronologico, essendo Maremmia un animale già specializzato. La posizione filogenetica di Maremmia è tuttora irrisolta.  